# شهد

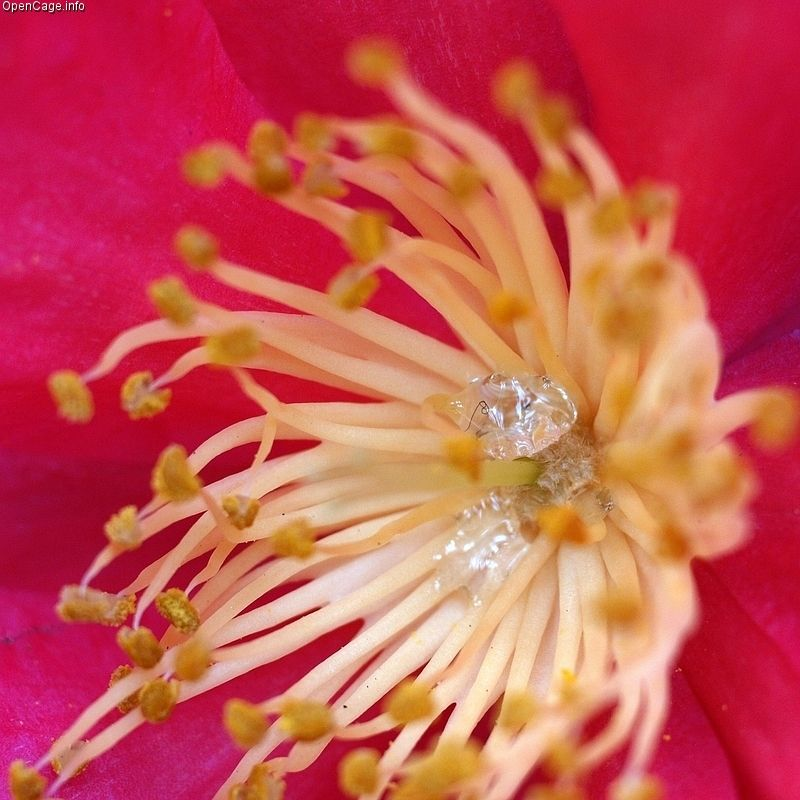
شهد گل کاملیا

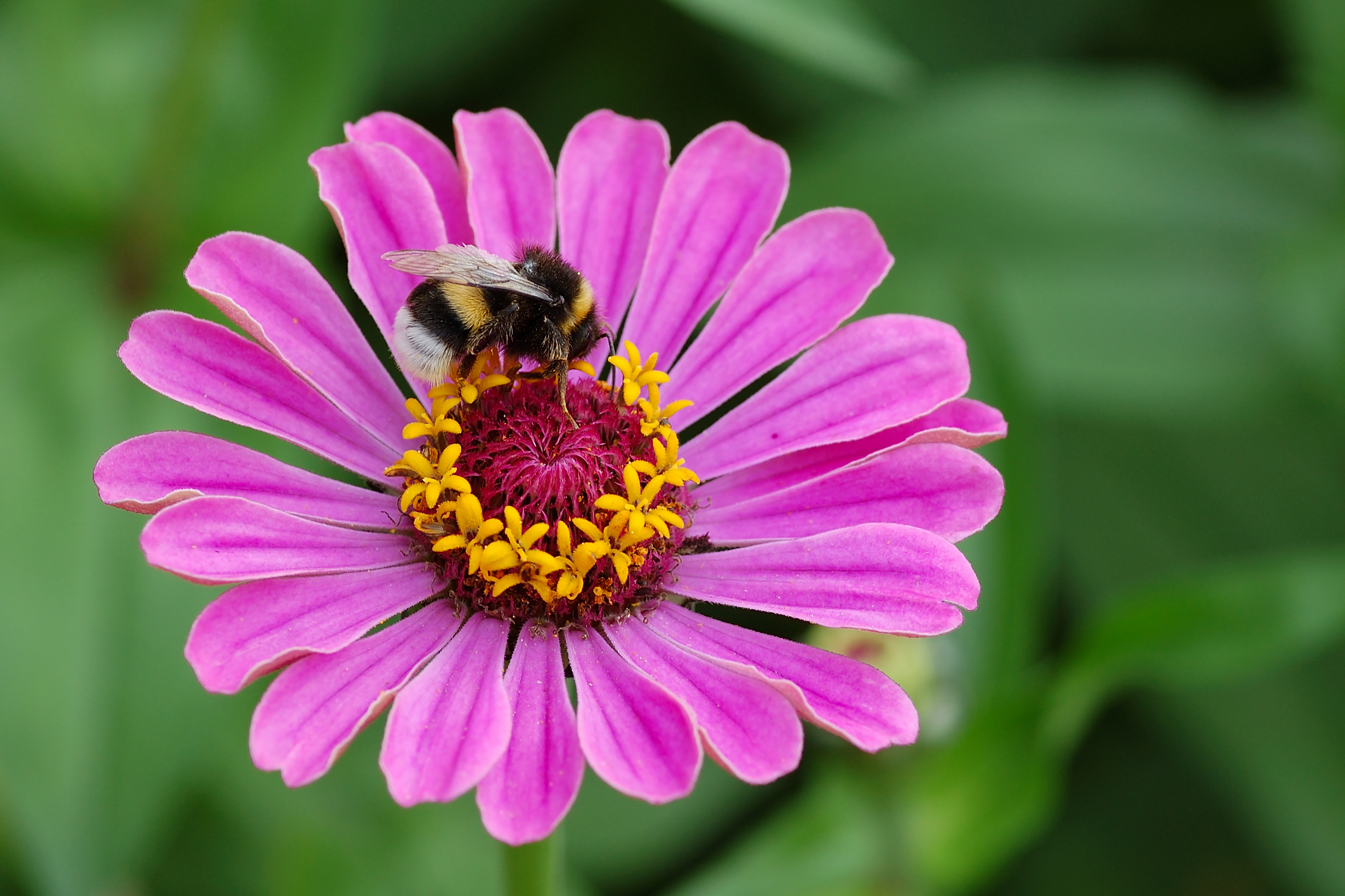
یک زنبور مخملی در حین جمع‌آوری گرده و شهد گل آهاری.

شَهد (به فرانسوی: nectar) مایعی مملو از قند است که درون گل‌ها، به منظور جذب جانوران گرده‌افشان تولید می‌گردد یا در خارج از گل‌ها برای تغذیه جاندارانی که با گیاه رابطه همیاری دارند تولید می‌گردد. شهد توسط غده‌هایی به نام شهددان (به انگلیسی: nectary) تولید می‌گردد.
نوشگاه عضو ترشح کننده نوعی ماده قندی بنام نوش است که بر روی نهنج گل به صورت برجسته یا به شکل حلقوی (در قسمت داخل یا خارج پایه پرچم‌ها) دیده می‌شود یا آنکه ممکن است به صورت صفحه قرصی شکل و غیره در آید. در بعضی گیاهان تیره آلاله جام گل از تغییر شکل پرچم‌ها به اعضای مولد نوش که کم و بیش ظاهر گلبرگ مانند دارند، حاصل می‌شود.
شهد از نظر اقتصادی ماده‌ای با ارزش است زیرا برای تولید عسل توسط زنبوران به کار گرفته می‌شود گذشته از این، شهد در کشاورزی و باغبانی هم مفید است و کاربرد دارد چرا که بسیاری از پرندگان شکارچی حشرات مضر همچون مرغ مگس خوار و پروانه‌ها از شهد تغذیه می‌کنند.

## نگارخانه

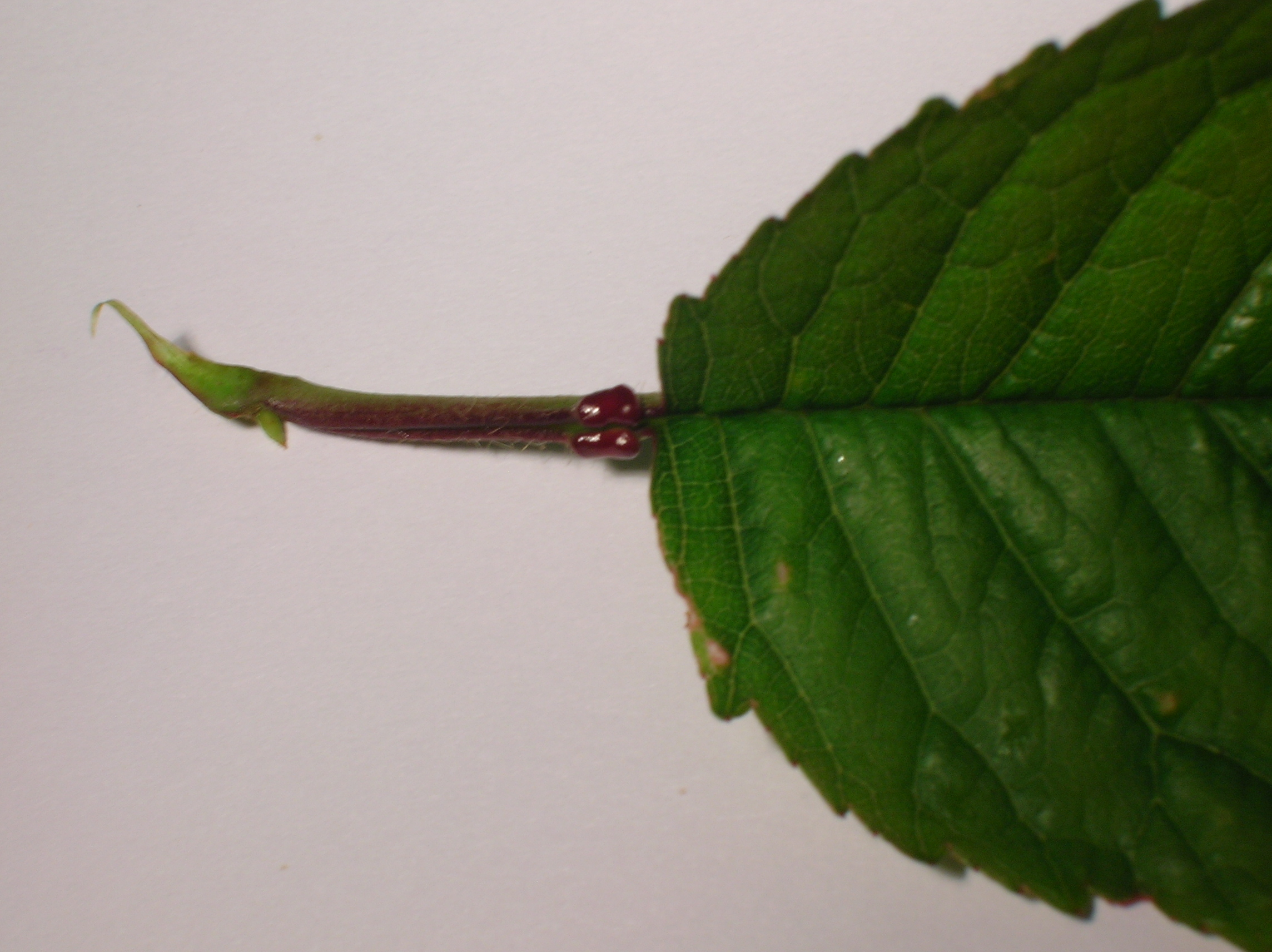
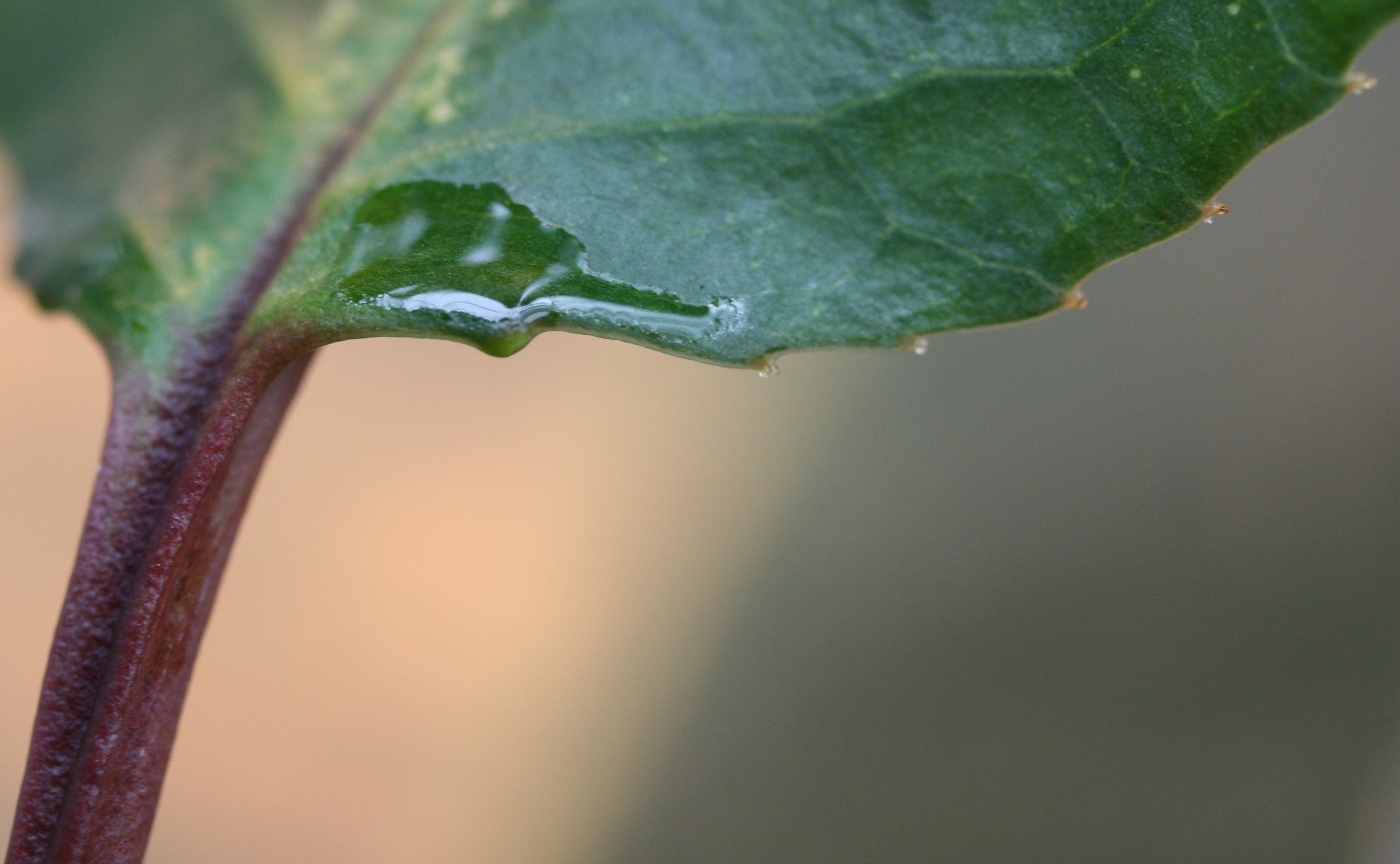